# José Carlos Serrão
José Carlos Serrão (São Paulo, 12 oktober 1950) is een Braziliaans voormalig voetballer die als aanvaller speelde.

## Carrière
Serrão speelde tussen 1969 en 1977 voor São Paulo FC. In 1974 haalde de ploeg de finale van de CONMEBOL Libertadores. 